# Liste des espèces d'oiseaux du Maroc
- Nombre d'espèces : 487
- Nombre de nicheurs endémiques : 1
- Nombre d'espèces globalement menacées : 15
- Nombre d'espèces introduites : 1,

- Haut – A
- B
- C
- D
- E
- F
- G
- H
- I
- J
- K
- L
- M
- N
- O
- P
- Q
- R
- S
- T
- U
- V
- W
- X
- Y
- Z

## A
- Accenteur alpin (Prunella collaris)
- Accenteur mouchet (Prunella modularis)
- Agrobate roux (Cercotrichas galactotes)
- Aigle botté (Hieraaetus pennatus)
- Aigle criard (Aquila clanga) Vulnérable
- Aigle de Bonelli (Hieraaetus fasciatus)
- Aigle ibérique (Aquila adalberti) Extirpé Vulnérable
- Aigle impérial (Aquila heliaca) Vulnérable
- Aigle ravisseur (Aquila rapax)
- Aigle royal (Aquila chrysaetos)
- Aigrette à gorge blanche (Egretta gularis)
- Aigrette garzette (Egretta garzetta)
- Albatros à sourcils noirs (Diomedea melanophris)
- Alouette bilophe (Eremophila bilopha)
- Alouette calandre (Melanocorypha calandra)
- Alouette calandrelle (Calandrella brachydactyla)
- Alouette de Clot-Bey (Ramphocoris clotbey)
- Alouette des champs (Alauda arvensis)
- Alouette hausse-col (Eremophila alpestris)
- Alouette lulu (Lullula arborea)
- Alouette pispolette (Calandrella rufescens)
- Amarante du Sénégal (Lagonosticta senegala) Rare/Accidentel
- Ammomane élégante (Ammomanes cincturus)
- Ammomane isabelline (Ammomanes deserti)
- Autour des palombes (Accipiter gentilis)
- Autour sombre (Melierax metabates) Rare/Accidentel
- Autruche d'Afrique (Struthio camelus) Eteinte mais ré-introduite (réserve de Safia)[1]
- Avocette élégante (Recurvirostra avosetta)

## B
- Balbuzard pêcheur (Pandion haliaetus)
- Barge à queue noire (Limosa limosa)
- Barge rousse (Limosa lapponica)
- Bécasse des bois (Scolopax rusticola)
- Bécasseau à croupion blanc (Calidris fuscicollis)
- Bécasseau à échasses (Micropalama himantopus)
- Bécasseau à poitrine cendrée (Calidris melanotos)
- Bécasseau cocorli (Calidris ferruginea)
- Bécasseau de l'Anadyr (Calidris tenuirostris) Rare/Accidentel
- Bécasseau de Temminck (Calidris temminckii)
- Bécasseau falcinelle (Limicola falcinellus)
- Bécasseau maubèche (Calidris canutus)
- Bécasseau minute (Calidris minuta)
- Bécasseau roussâtre (Tryngites subruficollis) Quasi menacé
- Bécasseau sanderling (Calidris alba)
- Bécasseau semipalmé (Calidris pusilla)
- Bécasseau variable (Calidris alpina)
- Bécasseau violet (Calidris maritima)
- Bécassin à long bec (Limnodromus scolopaceus) Rare/Accidentel
- Bécassin roux (Limnodromus griseus)
- Bécassine des marais (Gallinago gallinago)
- Bécassine double (Gallinago media) Quasi menacé
- Bécassine sourde (Lymnocryptes minimus)
- Bec-croisé des sapins (Loxia curvirostra)
- Bec-en-ciseaux d'Afrique (Rynchops flavirostris) Quasi menacé
- Bergeronnette citrine (Motacilla citreola)
- Bergeronnette des ruisseaux (Motacilla cinerea)
- Bergeronnette grise (Motacilla alba)
- Bergeronnette printanière (Motacilla flava)
- Bernache cravant (Branta bernicla)
- Bernache nonnette (Branta leucopsis) Rare/Accidentel
- Bihoreau gris (Nycticorax nycticorax)
- Blongios nain (Ixobrychus minutus)
- Bondrée apivore (Pernis apivorus)
- Bouscarle de Cetti (Cettia cetti)
- Bouvreuil pivoine (Pyrrhula pyrrhula)
- Bruant cendrillard (Emberiza caesia)
- Bruant des neiges (Plectrophenax nivalis) Rare/Accidentel
- Bruant des roseaux (Emberiza schoeniclus)
- Bruant fou (Emberiza cia)
- Bruant jaune (Emberiza citrinella) Rare/Accidentel
- Bruant mélanocéphale (Emberiza melanocephala)
- Bruant nain (Emberiza pusilla)
- Bruant ortolan (Emberiza hortulana)
- Bruant proyer (Emberiza calandra)
- Bruant striolé (Emberiza striolata)
- Bruant zizi (Emberiza cirlus)
- Bulbul des jardins (Pycnonotus barbatus)
- Busard cendré (Circus pygargus)
- Busard des roseaux (Circus aeruginosus)
- Busard pâle (Circus macrourus) Quasi menacé
- Busard Saint-Martin (Circus cyaneus)
- Buse féroce (Buteo rufinus)
- Buse variable (Buteo buteo)
- Butor étoilé (Botaurus stellaris)

## C
- Caille des blés (Coturnix coturnix)
- Canard chipeau (Anas strepera)
- Canard colvert (Anas platyrhynchos)
- Canard d'Amérique (Anas americana) Rare/Accidentel
- Canard de Smith (Anas smithii) Rare/Accidentel
- Canard mandarin (Aix galericulata) Rare/Accidentel
- Canard noir (Anas rubripes) Rare/Accidentel
- Canard pilet (Anas acuta)
- Canard siffleur (Anas penelope)
- Canard souchet (Anas clypeata)
- Chardonneret élégant (Carduelis carduelis)
- Chevalier aboyeur (Tringa nebularia)
- Chevalier arlequin (Tringa erythropus)
- Chevalier bargette (Tringa cinerea)
- Chevalier cul-blanc (Tringa ochropus)
- Chevalier gambette (Tringa totanus)
- Chevalier grivelé (Tringa macularia) Rare/Accidentel
- Chevalier guignette (Tringa hypoleucos)
- Chevalier stagnatile (Tringa stagnatilis)
- Chevalier sylvain (Tringa glareola)
- Chevêche d'Athéna (Athene noctua)
- Chocard à bec jaune (Pyrrhocorax graculus)
- Choucas des tours (Corvus monedula)
- Chouette du Maghreb (Strix mauritanica)
- Cigogne blanche (Ciconia ciconia)
- Cigogne noire (Ciconia nigra)
- Cincle plongeur (Cinclus cinclus)
- Circaète Jean-le-Blanc (Circaetus gallicus)
- Cisticole des joncs (Cisticola juncidis)
- Cochevis de Thékla (Galerida theklae)
- Cochevis huppé (Galerida cristata)
- Colin de Californie (Callipepla californica)
- Colin de Virginie (Colinus virginianus)
- Combattant varié (Philomachus pugnax)
- Corbeau brun (Corvus ruficollis)
- Cormoran africain (Phalacrocorax africanus)
- Cormoran huppé (Phalacrocorax aristotelis)
- Corneille noire (Corvus corone)
- Coucou geai (Clamator glandarius)
- Coucou gris (Cuculus canorus)
- Coulicou à bec jaune (Coccyzus americanus) Rare/Accidentel
- Courlis à bec grêle (Numenius tenuirostris) En danger critique d'extinction
- Courlis cendré (Numenius arquata)
- Courlis corlieu (Numenius phaeopus)
- Courvite isabelle (Cursorius cursor)
- Crabier chevelu (Ardeola ralloides)
- Cratérope fauve (Turdoides fulvus)
- Crave à bec rouge (Pyrrhocorax pyrrhocorax)
- Cygne chanteur (Cygnus cygnus)
- Cygne tuberculé (Cygnus olor)

## D
- Dendrocygne fauve (Dendrocygna bicolor)
- Dromoïque vif-argent (Scotocerca inquieta)

## E
- Échasse blanche (Himantopus himantopus)
- Effraie des clochers (Tyto alba)
- Élanion blanc (Elanus caeruleus)
- Engoulevent à collier roux (Caprimulgus ruficollis)
- Engoulevent de Nubie (Caprimulgus nubicus)
- Engoulevent d'Europe (Caprimulgus europaeus)
- Engoulevent doré (Caprimulgus eximius)
- Engoulevent du désert (Caprimulgus aegyptius)
- Épervier d'Europe (Accipiter nisus)
- Érismature à tête blanche (Oxyura leucocephala) En danger
- Érismature rousse (Oxyura jamaicensis)
- Étourneau sansonnet (Sturnus vulgaris)
- Étourneau unicolore (Sturnus unicolor)

## F
- Faisan de Colchide (Phasianus colchicus) Espèce introduite
- Faisan vénéré (Syrmaticus reevesii) Vulnérable
- Faucon crécerelle (Falco tinnunculus)
- Faucon crécerellette (Falco naumanni) Vulnérable
- Faucon de Barbarie (Falco pelegrinoides)
- Faucon d'Éléonore (Falco eleonorae)
- Faucon émerillon (Falco columbarius)
- Faucon hobereau (Falco subbuteo)
- Faucon kobez (Falco vespertinus)
- Faucon lanier (Falco biarmicus)
- Faucon pèlerin (Falco peregrinus)
- Faucon sacre (Falco cherrug) Rare/Accidentel
- Fauvette à lunettes (Curruca conspicillata)
- Fauvette à tête noire (Sylvia atricapilla)
- Fauvette babillarde (Curruca curruca)
- Fauvette de l'Atlas (Curruca deserticola)
- Fauvette des jardins (Sylvia borin)
- Fauvette grisette (Curruca communis)
- Fauvette mélanocéphale (Curruca melanocephala)
- Fauvette naine (Curruca nana)
- Fauvette orphée (Curruca hortensis)
- Fauvette passerinette (Curruca iberiae)
- Fauvette pitchou (Curruca undata)
- Fauvette sarde (Curruca sarda)
- Flamant nain (Phoenicopterus minor) Quasi menacé
- Flamant rose (Phoenicopterus ruber)
- Fou brun (Sula leucogaster)
- Fou de Bassan (Morus bassanus)
- Fou du Cap (Morus capensis) Vulnérable
- Fou masqué (Sula dactylatra) Rare/Accidentel
- Foulque à crête (Fulica cristata)
- Foulque macroule (Fulica atra)
- Francolin à double éperon (Pternistis bicalcaratus) Rare/Accidentel
- Fuligule à collier (Aythya collaris) Rare/Accidentel
- Fuligule milouin (Aythya ferina)
- Fuligule milouinan (Aythya marila)
- Fuligule morillon (Aythya fuligula)
- Fuligule nyroca (Aythya nyroca) Quasi menacé
- Fulmar boréal (Fulmarus glacialis)

## G
- Gallinule poule-d'eau (Gallinula chloropus)
- Ganga cata (Pterocles alchata)
- Ganga couronné (Pterocles coronatus)
- Ganga de Lichtenstein (Pterocles lichtensteinii)
- Ganga tacheté (Pterocles senegallus)
- Ganga unibande (Pterocles orientalis)
- Garrot à œil d’or (Bucephala clangula)
- Geai des chênes (Garrulus glandarius)
- Glaréole à ailes noires (Glareola nordmanni) Données insuffisantes
- Glaréole à collier (Glareola pratincola)
- Gobemouche à collier (Ficedula albicollis)
- Gobemouche à demi-collier (Ficedula semitorquata)
- Gobemouche gris (Muscicapa striata)
- Gobemouche nain (Ficedula parva)
- Gobemouche noir (Ficedula hypoleuca)
- Goéland à ailes grises (Larus glaucescens)
- Goéland à bec cerclé (Larus delawarensis) Rare/Accidentel
- Goéland arctique (Larus glaucoides)
- Goéland argenté (Larus argentatus)
- Goéland bourgmestre (Larus hyperboreus)
- Goéland brun (Larus fuscus)
- Goéland cendré (Larus canus)
- Goéland d'Audouin (Larus audouinii) Quasi menacé
- Goéland leucophée (Larus cachinnans)
- Goéland marin (Larus marinus)
- Goéland railleur (Larus genei)
- Gorgebleue à miroir (Luscinia svecica)
- Grand corbeau (Corvus corax)
- Grand cormoran (Phalacrocorax carbo)
- Grand harle (Mergus merganser)
- Grand labbe (Stercorarius skua)
- Grand-duc ascalaphe (Bubo ascalaphus)
- Grande aigrette (Ardea alba)
- Grande outarde (Otis tarda) Vulnérable
- Grèbe à cou noir (Podiceps nigricollis)
- Grèbe castagneux (Tachybaptus ruficollis)
- Grèbe esclavon (Podiceps auritus)
- Grèbe huppé (Podiceps cristatus )
- Grèbe jougris (Podiceps grisegena)
- Grimpereau des jardins (Certhia brachydactyla)
- Grive draine (Turdus viscivorus)
- Grive litorne (Turdus pilaris)
- Grive mauvis (Turdus iliacus)
- Grive musicienne (Turdus philomelos)
- Gros-bec casse-noyaux (Coccothraustes coccothraustes)
- Grue cendrée (Grus grus)
- Grue demoiselle (Anthropoides virgo) anciennement  (Grus virgo)
- Guêpier de Perse (Merops persicus)
- Guêpier d'Europe (Merops apiaster)
- Guifette leucoptère (Chlidonias leucopterus)
- Guifette moustac (Chlidonias hybridus)
- Guifette noire (Chlidonias niger)
- Guillemot marmette (Uria aalge) Rare/Accidentel
- Gypaète barbu (Gypaetus barbatus)

## H
- Harle huppé (Mergus serrator)
- Harle piette (Mergellus albellus)
- Héron cendré (Ardea cinerea )
- Héron garde-bœufs (Bubulcus ibis)
- Héron à bec jaune (Ardea brachyrhyncha)
- Héron pourpré (Ardea purpurea)
- Hibou des marais (Asio flammeus)
- Hibou du Cap (Asio capensis)
- Hibou moyen-duc (Asio otus)
- Hirondelle de fenêtre (Delichon urbica)
- Hirondelle de rivage (Riparia riparia)
- Hirondelle de rochers (Hirundo rupestris)
- Hirondelle du désert (Hirundo obsoleta)
- Hirondelle isabelline (Hirundo fuligula)
- Hirondelle paludicole (Riparia paludicola)
- Hirondelle rousseline (Cecropis rufula)
- Hirondelle rustique (Hirundo rustica )
- Huîtrier pie (Haematopus ostralegus)
- Huppe fasciée (Upupa epops)
- Hypolaïs ictérine (Hippolais icterina)
- Hypolaïs pâle (Hippolais pallida)
- Hypolaïs polyglotte (Hippolais polyglotta)

## I
- Ibis chauve (Geronticus eremita)  Nicheur endémique En danger critique d'extinction
- Ibis falcinelle (Plegadis falcinellus)

## L
- Labbe à longue queue (Stercorarius longicaudus)
- Labbe parasite (Stercorarius parasiticus)
- Labbe pomarin (Stercorarius pomarinus)
- Linotte mélodieuse (Carduelis cannabina)
- Locustelle de Pallas (Locustella certhiola)
- Locustelle fluviatile (Locustella fluviatilis)
- Locustelle luscinioïde (Locustella luscinioides)
- Locustelle tachetée (Locustella naevia)
- Loriot d'Europe (Oriolus oriolus)
- Lusciniole à moustaches (Acrocephalus melanopogon)

## M
- Macareux moine (Fratercula arctica)
- Macreuse brune (Melanitta fusca)
- Macreuse noire (Melanitta nigra )
- Marmaronette marbrée (Marmaronetta angustirostris)  Vulnérable
- Marouette de Baillon (Porzana pusilla)
- Marouette de Caroline (Porzana carolina)  Rare/Accidentel
- Marouette ponctuée (Porzana porzana)
- Marouette poussin (Porzana parva)
- Marouette rayée (Aenigmatolimnas marginalis)
- Martinet à ventre blanc (Tachymarptis melba)
- Martinet cafre (Apus caffer)
- Martinet des maisons (Apus affinis)
- Martinet noir (Apus apus)
- Martinet pâle (Apus pallidus)
- Martinet unicolore (Apus unicolor)
- Martin-pêcheur d'Europe (Alcedo atthis)
- Martin-pêcheur pie (Ceryle rudis)
- Mergule nain (Alle alle)
- Merle à plastron (Turdus torquatus)
- Merle noir (Turdus merula)
- Mésange à longue queue (Aegithalos caudatus)
- Mésange bleue (Parus caeruleus)
- Mésange charbonnière (Parus major)
- Mésange huppée (Parus cristatus)  Rare/Accidentel
- Mésange maghrébine (Parus ultramarinus)
- Mésange noire (Parus ater)
- Milan noir (Milvus migrans)
- Milan royal (Milvus milvus)
- Moineau blanc (Passer simplex)
- Moineau domestique (Passer domesticus)
- Moineau doré (Passer luteus)
- Moineau espagnol (Passer hispaniolensis)
- Moineau friquet (Passer montanus)
- Moineau soulcie (Petronia petronia)
- Moinelette à front blanc (Eremopterix nigriceps)
- Monticole merle-bleu (Monticola solitarius)
- Monticole merle-de-roche (Monticola saxatilis)
- Mouette à tête grise (Larus cirrocephalus)
- Mouette atricille (Larus atricilla)  Rare/Accidentel
- Mouette de Bonaparte (Larus philadelphia)
- Mouette de Franklin (Larus pipixcan)
- Mouette de Sabine (Xema sabini)
- Mouette mélanocéphale (Larus melanocephalus)
- Mouette pygmée (Larus minutus)
- Mouette rieuse (Chroicocephalus ridibundus)
- Mouette tridactyle (Rissa tridactyla)

## N
- Nette rousse (Netta rufina)
- Niverolle alpine (Montifringilla nivalis)

## O
- Océanite cul-blanc (Oceanodroma leucorhoa)
- Océanite de Castro (Oceanodroma castro) Rare/Accidentel
- Océanite de Wilson (Oceanites oceanicus)
- Océanite frégate (Pelagodroma marina)
- Océanite tempête (Hydrobates pelagicus)
- Œdicnème criard (Burhinus oedicnemus)
- Œdicnème du Sénégal (Burhinus senegalensis)
- Oie à tête barrée (Anser indicus)
- Oie cendrée (Anser anser)
- Oie des moissons (Anser fabalis)
- Oie des neiges (Anser caerulescens) Rare/Accidentel
- Oie rieuse (Anser albifrons)
- Oie-armée de Gambie (Plectropterus gambensis)
- Ouette d'Égypte (Alopochen aegyptiacus)
- Outarde arabe (Ardeotis arabs)
- Outarde canepetière (Tetrax tetrax) Quasi menacé
- Outarde houbara d'Afrique (Chlamydotis undulata)

## P
- Panure à moustaches (Panurus biarmicus)
- Paruline hochequeue (Seiurus motacilla)
- Pélican blanc (Pelecanus onocrotalus)
- Pélican frisé (Pelecanus crispus) Rare/Accidentel Dépendant de la conservation
- Perdrix choukar (Alectoris chukar)
- Perdrix gambra (Alectoris barbara)
- Perdrix rouge (Alectoris rufa)
- Perruche à collier (Psittacula krameri)
- Petit blongios (Ixobrychus exilis)
- Petit chevalier (Tringa flavipes) Rare/Accidentel
- Petit fuligule (Aythya affinis) Rare/Accidentel[1]
- Petit pingouin (Alca torda)
- Petit puffin (Puffinus assimilis)
- Petit-duc scops (Otus scops)
- Pétrel de Bulwer (Bulweria bulwerii)
- Pétrel gongon (Pterodroma feae) Quasi menacé
- Phaéton à bec rouge (Phaethon aethereus)
- Phalarope à bec étroit (Phalaropus lobatus)
- Phalarope à bec large (Phalaropus fulicaria)
- Phalarope de Wilson (Phalaropus tricolor)
- Phragmite aquatique (Acrocephalus paludicola) Vulnérable
- Phragmite des joncs (Acrocephalus schoenobaenus)
- Pic de Levaillant (Picus vaillantii)
- Pic épeiche (Dendrocopos major)
- Pie bavarde (Pica pica)
- Pie-grièche à tête rousse (Lanius senator)
- Pie-grièche écorcheur (Lanius collurio)
- Pie-grièche méridionale (Lanius meridionalis)
- Pigeon biset (Columba livia)
- Pigeon colombin (Columba oenas)
- Pigeon ramier (Columba palumbus)
- Pinson des arbres (Fringilla coelebs)
- Pinson du Nord (Fringilla montifringilla)
- Pintade de Numidie (Numida meleagris)
- Pipit à gorge rousse (Anthus cervinus)
- Pipit de Richard (Anthus richardi)
- Pipit des arbres (Anthus trivialis)
- Pipit farlouse (Anthus pratensis)
- Pipit maritime (Anthus petrosus)
- Pipit rousseline (Anthus campestris)
- Pipit spioncelle (Anthus spinoletta)
- Plongeon à bec blanc (Gavia adamsii)
- Plongeon arctique (Gavia arctica)
- Plongeon catmarin (Gavia stellata)
- Plongeon huard (Gavia immer)
- Pluvier à collier interrompu (Charadrius alexandrinus)
- Pluvier argenté (Pluvialis squatarola)
- Pluvier de Leschenault (Charadrius leschenaultii)
- Pluvier doré (Pluvialis apricaria)
- Pluvier grand-gravelot (Charadrius hiaticula)
- Pluvier guignard (Eudromias morinellus)
- Pluvier pâtre (Charadrius pecuarius)
- Pluvier petit-gravelot (Charadrius dubius)
- Pouillot à grands sourcils (Phylloscopus inornatus)
- Pouillot brun (Phylloscopus fuscatus)
- Pouillot de Bonelli (Phylloscopus bonelli)
- Pouillot de Pallas (Phylloscopus proregulus)
- Pouillot fitis (Phylloscopus trochilus)
- Pouillot ibérique (Phylloscopus brehmii)
- Pouillot siffleur (Phylloscopus sibilatrix)
- Pouillot véloce (Phylloscopus collybita)
- Puffin cendré (Calonectris diomedea)
- Puffin des Anglais (Puffinus puffinus)
- Puffin des Baléares (Puffinus mauretanicus) Quasi menacé
- Puffin fuligineux (Puffinus griseus)
- Puffin majeur (Puffinus gravis)
- Pygargue à queue blanche (Haliaeetus albicilla) Quasi menacé

## R
- Râle d'eau (Rallus aquaticus)
- Râle des genêts (Crex crex) Vulnérable
- Rémiz penduline (Remiz pendulinus)
- Rhynchée peinte (Rostratula benghalensis)
- Roitelet à triple bandeau (Regulus ignicapillus)
- Roitelet huppé (Regulus regulus)
- Rollier d'Abyssinie (Coracias abyssinica)
- Rollier d'Europe (Coracias garrulus)
- Roselin à ailes roses (Rhodopechys sanguineus)
- Roselin cramoisi (Carpodacus erythrinus)
- Roselin githagine (Rhodopechys githaginea)
- Rossignol philomèle (Luscinia megarhynchos)
- Rossignol progné (Luscinia luscinia)
- Rougegorge familier (Erithacus rubecula)
- Rougequeue à front blanc (Phoenicurus phoenicurus)
- Rougequeue de Moussier (Phoenicurus moussieri)
- Rougequeue noir (Phoenicurus ochruros)
- Rousserolle effarvatte (Acrocephalus scirpaceus)
- Rousserolle turdoïde (Acrocephalus arundinaceus)
- Rousserolle verderolle (Acrocephalus palustris)

## S
- Sarcelle à ailes bleues (Anas discors)
- Sarcelle d'été (Anas querquedula)
- Sarcelle d'hiver (Anas crecca)
- Serin cini (Serinus serinus)
- Sirli du désert (Alaemon alaudipes)
- Sirli ricoti (Chersophilus duponti)
- Sittelle torchepot (Sitta europaea)
- Sizerin flammé (Carduelis flammea) Rare/Accidentel
- Spatule blanche (Platalea leucorodia)
- Sterne arctique (Sterna paradisaea)
- Sterne bridée (Sterna anaethetus)
- Sterne caspienne (Sterna caspia)
- Sterne caugek (Sterna sandvicensis)
- Sterne de Dougall (Sterna dougallii)
- Sterne fuligineuse (Sterna fuscata)
- Sterne hansel (Sterna nilotica)
- Sterne naine (Sterna albifrons)
- Sterne pierregarin (Sterna hirundo)
- Sterne royale (Sterna maxima)
- Sterne voyageuse (Sterna bengalensis)

## T
- Tadorne casarca (Tadorna ferruginea)
- Tadorne de Belon (Tadorna tadorna)
- Talève d'Allen (Porphyrio alleni) Rare/Accidentel
- Talève sultane (Porphyrio porphyrio)
- Tantale ibis (Mycteria ibis)
- Tarier des prés (Saxicola rubetra)
- Tarier pâtre (Saxicola torquata)
- Tarin des aulnes (Carduelis spinus)
- Tchagra à tête noire (Tchagra senegala)
- Tichodrome échelette (Tichodroma muraria)
- Torcol fourmilier (Jynx torquilla)
- Tournepierre à collier (Arenaria interpres)
- Tourtelette masquée (Oena capensis)
- Tourterelle des bois (Streptopelia turtur)
- Tourterelle maillée (Streptopelia senegalensis)
- Tourterelle rieuse (Streptopelia roseogrisea)
- Tourterelle turque (Streptopelia decaocto)
- Traquet à tête blanche (Oenanthe leucopyga)
- Traquet à tête grise (Oenanthe moesta)
- Traquet deuil (Oenanthe lugens)
- Traquet du désert (Oenanthe deserti)
- Traquet isabelle (Oenanthe isabellina)
- Traquet motteux (Oenanthe oenanthe)
- Traquet oreillard (Oenanthe hispanica)
- Traquet pie (Oenanthe pleschanka)
- Traquet rieur (Oenanthe leucura)
- Troglodyte mignon (Nannus troglodytes) anciennement (Troglodytes troglodytes)
- Turnix d'Andalousie (Turnix sylvatica)

## V
- Vanneau à queue blanche (Vanellus leucurus)
- Vanneau huppé (Vanellus vanellus)
- Vanneau sociable (Vanellus gregarius) Vulnérable
- Vautour charognard (Necrosyrtes monachus)
- Vautour de Rüppell (Gyps rueppellii)
- Vautour fauve (Gyps fulvus)
- Vautour moine (Aegypius monachus) Quasi menacé
- Vautour oricou (Torgos tracheliotus) Vulnérable
- Vautour percnoptère (Neophron percnopterus)
- Venturon montagnard (Serinus citrinella)
- Verdier d'Europe (Carduelis chloris)
- Viréo aux yeux rouges (Vireo olivaceus) Rare/Accidentel